# Гордиенко, Пётр Павлович
Пётр Павлович Гордиенко (1923—1965) — сержант Рабоче-крестьянской Красной Армии, участник Великой Отечественной войны, Герой Советского Союза (1945).

## Биография
Пётр Гордиенко родился 15 июня 1923 года в селе Лозовка (ныне — Полтавский район Полтавской области Украины) в крестьянской семье. В 1937 году он окончил неполную среднюю школу в селе Валок, после чего работал колхозе. В августе 1941 года Гордиенко был призван на службу в Рабоче-крестьянскую Красную Армию и направлен на фронт Великой Отечественной войны. Принимал участие в боях на Западном, Брянском, Центральном и 1-м Белорусском фронтах, был ранен и контужен. К январю 1945 года сержант Пётр Гордиенко командовал отделением связи штабной батареи 969-го артиллерийского полка 60-й стрелковой дивизии 47-й армии 1-го Белорусского фронта. Отличился во время освобождения Польши.
16 января 1945 года Гордиенко с группой бойцов переправился через Вислу в 10 километрах к северо-западу от Варшавы и проложил на другой берег линию связи, что позволило обеспечить успех корректировки полковой артиллерии. Неоднократно устранял повреждения линии, при этом продвигаясь по хрупкому льду, рискуя провалиться. Только за один день он устранил 15 повреждений линии.
Указом Президиума Верховного Совета СССР от 24 марта 1945 года за «образцовое выполнение боевых заданий командования и проявленные при этом мужество и героизм» сержант Пётр Гордиенко был удостоен высокого звания Героя Советского Союза с вручением ордена Ленина и медали «Золотая Звезда» за номером 6432.
После окончания войны Гордиенко был демобилизован. Работал председателем колхоза в селе Ордановка Диканьского района Полтавской области Украинской ССР, затем вернулся в родное село, где работал агрономом. Умер в июне 1965 года, похоронен в селе Черноглазовка Полтавского района.
Был также награждён рядом медалей.